# Andrzej Jasionowski
Andrzej Edward Jasionowski (ur. 29 listopada 1964 w Łodzi) – polski prawnik, działacz studencki i dyplomata, ambasador RP w Serbii (2009–2014), Chorwacji (2018–2023) oraz Bośni i Hercegowinie (od 2023), dyrektor generalny służby zagranicznej (2016–2017).

## Życiorys
W młodości wyczynowo uprawiał łucznictwo. Od połowy lat 80. studiował prawo i kulturoznawstwo na Uniwersytecie Łódzkim. Następnie przeniósł się na Wydział Prawa i Administracji Uniwersytetu Warszawskiego, gdzie w 1991 ukończył studia prawnicze ze specjalizacją w zakresie prawa międzynarodowego publicznego.
W okresie studiów w Łodzi działał w nielegalnym Niezależnym Zrzeszeniu Studentów. W latach 1986–1989 pełnił funkcje przewodniczącego organizacji uczelnianej, przewodniczącego Porozumienia Łódzkich Szkół Wyższych oraz członka Krajowej Komisji Koordynacyjnej NZS.
Od 1990 był kierownikiem studenckiego klubu Proxima, a następnie kierownikiem programowym w klubie Hybrydy. W latach 1991–1992 był pracownikiem Ministerstwa Transportu i Gospodarki Morskiej oraz Urzędu Ochrony Państwa. Od 1992 do 1994 był zastępcą attaché handlowego w biurze radcy handlowego w Lagos. W latach 1994–1997 pracował jako konsul w Ambasadzie RP w Ałmaty. W 1996 został wyróżniony tytułem najlepszego konsula spośród wszystkich polskich konsulów na świecie. Od 1997 był konsulem w Konsulacie Generalnym RP w Sztokholmie. W 2000 został zatrudniony w Departamencie Polonii MSZ. Od 2002 do 2006 pełnił funkcję kierownika Wydziału Konsularnego w Ambasadzie RP w Helsinkach w randze radcy i następnie I radcy. W latach 2006–2008 kierował Departamentem Konsularnym i Polonii MSZ. Od 2008 pełnił funkcję przewodniczącego komisji dyscyplinarnej MSZ.
Od 2009 do 31 stycznia 2014 zajmował stanowisko ambasadora RP w Serbii. Od 2014 był zastępcą dyrektora, a następnie dyrektorem Departamentu Konsularnego Ministerstwa Spraw Zagranicznych. W latach 2016–2017 był dyrektorem generalnym służby zagranicznej, a 1 stycznia 2018 objął funkcję ambasadora RP w Chorwacji. Stanowisko to zajmował do 31 sierpnia 2023. W październiku 2023 mianowany ambasadorem RP w Bośni i Hercegowinie. Stanowisko objął 1 grudnia 2023.
Posługuje się językami: angielskim, rosyjskim, chorwackim i serbskim.

## Odznaczenia
- 2017 – Krzyż Wolności i Solidarności[8][9]
- Medal 100-lecia Odzyskania Niepodległości[1]
- Złoty Medal za Zasługi dla Policji[1]